# Josep Maria de Casacuberta i Roger
Josep Maria de Casacuberta i Roger (Barcelona, 4 d'octubre de 1897 - íd., 24 de febrer de 1985) fou un filòleg i editor català.

## Biografia
Va néixer el 4 d'octubre de 1897 a la ciutat de Barcelona. Va estudiar dret i filosofia i lletres a la Universitat de Barcelona, especialitzant-se posteriorment en la literatura catalana. Es va casar l'any 1928 amb Dolors Hostalrich Fa, bibliotecària i traductora.
Des de la seva joventut, es va vincular a cercles catalanistes i excursionistes, on es va relacionar amb Pompeu Fabra i Lluís Nicolau d'Olwer fins a l'exili d'ambdós, en acabar la Guerra Civil. Solia fer excursions també amb Joan Coromines i Teresa Rovira, entre d'altres.
Membre de la Reial Acadèmia de Bones Lletres de Barcelona i de l'Institut d'Estudis Catalans, l'any 1981 fou guardonat amb el Premi d'Honor de les Lletres Catalanes concedit per Òmnium Cultural i amb la Creu de Sant Jordi concedida per la Generalitat de Catalunya.

## Obra literària
L'any 1922 va esdevenir director de l'Oficina de Toponímia i Onomàstica de la Secció Filològica de l'Institut d'Estudis Catalans, càrrec que ocupà fins al 1925. En col·laboració amb Joan Coromines va realitzar diversos estudis sobre el Català nord-occidental, centrant-se especialment en el ribagorçà, el pallarès i el parlar fragatí, i de forma individual realitzà valuoses investigacions sobre la Renaixença catalana.
Com a editor l'any 1924 fundà l'Editorial Barcino, amb la qual va publicar Lo somni, de Bernat Metge, iniciant així la col·lecció Els Nostres Clàssics, col·lecció especialitzada en textos medievals. En la seva tasca editorial, va ser cabdal la col·laboració de la seva dona, Dolors Hostalrich Fa.

## Fons personal
El seu fons personal es conserva a l'Arxiu Nacional de Catalunya. El fons conté documentació generada i rebuda per Josep Maria Casacuberta i Roger, principalment relacionada amb la seva activitat professional com a filòleg i editor. Destaca especialment la correspondència, el material de treball, les publicacions periòdiques, els fullets, els opuscles i els reculls de premsa. El fons també inclou una col·lecció de monografies de temàtica cultural i altres publicacions aplegades pel productor del fons.
Part del fons personal, sobretot la documentació relacionada amb els seus estudis verdaguerians, es conserva a la Biblioteca de Catalunya.